# محاري مكسيكي
محاري مكسيكي (الاسم العلمي: Pleurotus mexicanus) هو نوع من الفطريات يتبع جنس المحاري من فصيلة المحارية.